# Larousse du XXe siècle
Der Larousse du XXe siècle (Kürzel: L20e) ist ein enzyklopädisches Nachschlagewerk (vergleichbar dem Großen Brockhaus) und gleichzeitig ein Wörterbuch der französischen Sprache. Er erschien von 1928 bis 1933 in 6 Bänden im Verlag Larousse. Er ist das Werk von Paul Augé.

## Geschichte
Nach dem Nouveau Larousse illustré (1897–1903) von Claude Augé, der moderne lexikografische Standards setzte, schuf sein Sohn Paul Augé in der Zeit zwischen den Weltkriegen als Nachfolgewerk den Larousse du XXe siècle mit 235 000 Artikeln auf 6500 Seiten. 1953 kam ein Supplementband hinzu. Ab 1960 wurde der Larousse du XXe siècle vom Grand Larousse encyclopédique in 10 Bänden abgelöst. Die Bände 3 und 4 sind im Internet (mittels Gallica) kostenfrei einsehbar.

## Gliederung
- 1: A – Carl. 1928. 1044 Seiten.
- 2:  Carm– D. 1930. 1024 Seiten.
- 3: E – H. 1930. 1120 Seiten.
- 4: I – M. 1931. 1072 Seiten.
- 5: N – Riz. 1932. 1108 Seiten.
- 6: Ro – Z. 1933. 1155 Seiten.
- Supplementband. 1953. 464 Seiten.